# ФК Зестапони
ФК „Зестапони“ (на грузински: საფეხბურთო კლუბი „ზესტაფონი“, грузинска национална система за романизация: sapekhburto k'lubi „zest'aponi“) е професионален футболен отбор от град Зестапони, Грузия.
Основан е през 2004 г. Играе домакинските си мачове на стадион „Давид Абашидзе“, който разполага с капацитет от 4558 места. Основните клубни цветове са бял и сив. Отборът е сред най-успешните грузински отбори през 21 век.

## Успехи
- Умаглеши лига
  - Шампион (2): 2011, 2012
- Купа на Грузия
  - Носител (1): 2008
- Суперкупа на Грузия
  - Носител (1): 2011

## Български футболисти
- Димитър Петков: 2013 - (4 мача/0 гола)